# Bocaina (São Paulo)
Pour les articles homonymes, voir Bocaina.
Bocaina est une municipalité brésilienne de l'État de São Paulo et la Microrégion de Jaú.

## Démographie
| Évolution de la population (municipalité) | Évolution de la population (municipalité) | Évolution de la population (municipalité) | Évolution de la population (municipalité) |
| Année                                     | Population                                |                                           | %±                                        |
| ----------------------------------------- | ----------------------------------------- | ----------------------------------------- | ----------------------------------------- |
| 1920                                      | 14 889                                    |                                           |                                           |
| 1940                                      | 9 129                                     |                                           | −38,7%                                    |
| 1950                                      | 8 859                                     |                                           | −3,0%                                     |
| 1960                                      | 8 179                                     |                                           | −7,7%                                     |
| 1970                                      | 6 896                                     |                                           | −15,7%                                    |
| 1980                                      | 6 774                                     |                                           | −1,8%                                     |
| 1991                                      | 7 254                                     |                                           | 7,1%                                      |
| 2000                                      | 9 442                                     |                                           | 30,2%                                     |
| 2010                                      | 10 859                                    |                                           | 15,0%                                     |
| 2022                                      | 11 259                                    |                                           | 3,7%                                      |
| ,                                         |                                           |                                           |                                           |